# Singapore i olympiska sommarspelen 1984
Singapore deltog i de olympiska sommarspelen 1984 med en trupp bestående av fem deltagare, men ingen av landets deltagare erövrade någon medalj.